# Los Teques (paroisse civile)
Pour l’article homonyme, voir Los Teques (Venezuela).
Los Teques est l'une des sept paroisses civiles de la municipalité de Guaicaipuro dans l'État de Miranda au Venezuela. Sa capitale est la ville de Los Teques, chef-lieu de la municipalité et capitale de l'État. En 2011, sa population s'élève à 194 725 habitants.

## Géographie

### Démographie
Hormis sa capitale Los Teques, la paroisse civile possède plusieurs localités :
- Cumbre Roja
- Guaremal
- Lagunetica
- Las Lomitas
- Los Colorados
- Los Teques
- Quebrada de Guayas